# البهائية في كيريباتي
تبدأ البهائية في كيريباتي بعد عام 1916 بذكر عبد البهاء، رئيس الدين آنذاك، أن البهائيين يجب أن يأخذوا الدين إلى جزر جيلبرت التي تشكل جزءًا من كيريباتي الحديثة. توجه أول البهائيين إلى جزيرة أبايانج (المعروفة أيضًا باسم جزيرة شارلوت، من جزر جيلبرت)، في 4 مارس 1954. واجهوا معارضة شديدة من بعض الكاثوليك في الجزر، وتم ترحيلهم في النهاية، ونفي أول من اعتنق المسيحية إلى جزيرته الأصلية. ومع ذلك، في عام واحد كان هناك مجتمع يضم أكثر من 200 بهائي ومجلس روحي محلي بهائي. وبعد مرور ثلاث سنوات، تبين أن الجزيرة التي أُرسل إليها المتحول الأول تضم الآن 10 بهائيين. بحلول عام 1963 كان هناك 14 جمعية. مع حصول جزر إليس على استقلالها مع تشكيل جزر توفالو وجيلبرت وغيرها من الجزر لكيريباتي، تحولت مجتمعات البهائيين أيضًا إلى مؤسسات منفصلة للجمعيات الروحية الوطنية في عام 1981. أنشأ البهائيون عددًا من المدارس بحلول عام 1963 ولا تزال هناك مدارس أخرى قائمة حتى يومنا هذا، في الواقع يعد معهد أوتان ماراوا البهائي المهني المؤسسة الوحيدة لتدريب المعلمين لمرحلة ما قبل المدرسة في كيريباتي. يزعم البهائيون الآن أن أكثر من 10 آلاف شخص محلي قد انضموا إلى الدين على مدى السنوات الخمسين الماضية، وهناك 38 جمعية روحية محلية.

## الأيام الأولى

### ألواح عبد البهاء للخطة الإلهية
من عام 1892 إلى عام 1977 كانت جزر كيريباتي معروفة كجزء من الإمبراطورية البريطانية وكانت تشمل جزر جيلبرت. وقد ذكر عبد البهاء، زعيم الدين من عام 1892 إلى عام 1921، جزر جيلبرت من بين الأماكن التي ينبغي للبهائيين أن يأخذوا دينهم إليها. كتب عبد البهاء سلسلة من الرسائل، أو الألواح، إلى أتباع الدين في الولايات المتحدة في عامي 1916 و1917؛ وقد تم تجميع هذه الرسائل معًا في كتاب بعنوان ألواح الخطة الإلهية. يذكر السابع من الألواح نقل الدين البهائي إلى جزر جيلبرت، وقد كُتب في 11 أبريل 1916، ولكن تأخر تقديمه في الولايات المتحدة حتى عام 1919 — بعد نهاية الحرب العالمية الأولى والإنفلونزا الإسبانية. وقد ترجمت هذه الألواح وقدمها ميرزا أحمد سهراب في 4 أبريل 1919، ونشرت في مجلة نجم الغرب في 12 ديسمبر 1919.
(اللوح 7) "يجب على المجموعة التي تتحدث لغاتهم، المنفصلة، المقدسة، المقدسة والممتلئة بحب الله، أن تحوّل وجوهها وتسافر عبر مجموعات الجزر الثلاث الكبرى في المحيط الهادئ، بولينيزيا وميكرونيزيا وميلانيزيا، والجزر المرتبطة بهذه المجموعات، مثل غينيا الجديدة وبورنيو وجاوا وسومطرة وجزر الفلبين وجزر سليمان وجزر فيجي وجزر هيبريدس الجديدة وجزر لويالتي وكاليدونيا الجديدة وأرخبيل بسمارك وسيرام وسيليبس والجزر الصديقة وجزر ساموا وجزر المجتمع وجزر كارولين والأرخبيل المنخفض وجزر ماركيساس وجزر هاواي وجزر جيلبرت ومولوكاس وجزر مارشال وتيمور والجزر الأخرى. بقلوب تفيض بحب الله، وألسنة تذكر ذكر الله، وعيون متجهة إلى ملكوت الله، يجب عليهم تقديم الفرح بشرى ظهور رب الجنود لجميع الناس. واعلموا يقينًا أن أي تجمع تدخلونه، تغمره أمواج الروح القدس، وتحيط به نعمة الجمال المبارك السماوية.

### البدايات
كان أول البهائيين الذين وصلوا إلى كيريباتي هما إيلينا مارسيلا وروي فيرني، اللذان تركا منزلهما في بنما ومناصبهما في الجمعية الروحية الوطنية في بنما ليصبحا رائدين. وصلوا إلى جزيرة أبايانج (المعروفة أيضًا باسم جزيرة شارلوت، من جزر جيلبرت )، في 4 مارس 1954. ولأجل هذه الخدمة أطلق عليهم رئيس الدين آنذاك، شوقي أفندي، لقب فرسان بهاء الله. في الأول من يونيو عام 1954، سرعان ما أصبح بيتر كانيري كورو، وهو تلميذ سابق في الكنيسة الكاثوليكية الرومانية ومعلم بعثة، أول من اعتنق المسيحية في الجزيرة. وقد عزا تحوله جزئيًا إلى انجذابه إلى المساواة العرقية التي مارسها الرواد، ورغبتهم في تطبيق هذه المساواة في مجتمعه.

#### الحوادث المتعلقة بأول بهائي أصلي
عندما أصبح كورو أول باهي، حث شوغي إفندي على "أن يكون متواضعًا للغاية في نشر هذه الرسالة"، موضحاً أن الباهائيين لا يرغبون في أن يصبحوا "مصدرًا للخلاف، أو يثيرون المعارضة". ومع ذلك، ظهرت العديد من القضايا التي أثارت عداوة الكاثوليك المحليين. كان روي ساحراً هواياً. (روي) كان شخصية ثقة، وأقام عرضاً مع البيانو في أول ليلة وصلوا إليها. تظهر السجلات أنه خلال أسابيع جذب جمهور الأحد ربما يقلل من حضور خدمات الأحد. في حكم الباحث غراهام هاسل، كان روي على الأرجح غير مدرك لكون السحر والسحر تمارس على نطاق واسع في الثقافة الغيلبرطية، وكانت قمعها بنشاط من قبل الوزراء الكاثوليكيين والآن كان هناك وجود جديد في المجتمع يعطي عروض بما في ذلك خدوش السحر. في الواقع، هناك تقارير عن أن تصرفات الوزير الكاثوليكي ضد البهائيين ساعدت على نشر المعرفة عنهم. ثم كانت هناك محاولة من Fernies لإنشاء مدرسة للغة الإنجليزية، وأنشطة جمع الأموال التي نظمتها في Tuarabu تتعارض مع محاولة الكاثوليك في Tuarabi لجمع الأموال لأغراضهم الخاصة وغير قادرة بشكل محرج على مطابقة التبرعات مع مجتمع كاثوليكي آخر بالقرب. في الواقع، تم إرسال ربع طن من الكتب المدرسية من البهائيين في بنما لدعم المدرسة المقبلة التي كانت مفتوحة لجميع السكان الأصليين بغض النظر عن دينهم. أخيراً، تحويل رجل الدين والمعلم المرسلي بعيداً عن الكاثوليكية، كل هذه القضايا غالباً ما تؤدي إلى معارضة من قبل الكاثوليقين. في الواقع، عملت البعثة الكاثوليكية على ترحيل الفيرني، وفي عدة مناسبات استخدمت مجلتها لـ "تحذير" أعضائها من فحص هذا الدين الجديد. كان مركز شكواهم الأولية إلى السلطات، ومع ذلك، هو حقيقة أن العمل المشنري يتطلب 100 أو 200 من الأفراد لمعاقبة مجموعة من المتدينين للسماح للعمل المشنري. ومع ذلك، سجلت أكثر من مائتين من سكان أبايانغ رغبتهم في أن يصبحوا بهايين  بعد أن ظهروا في منزل الفيرنيات في الساعة الثالثة صباحاً، و قد جاء حوالي 90 شخصاً في اليوم التالي لرؤية كورو [2] الذي أجبر المعارضة الكاثوليكية على النزوح إلى جزيره الأصلية طابيتوا في وقت لاحق من يونيو. وكانت زوجته الحامل التي دخلت في الولادة يجب أن تترك في المستشفى وتوفيت بعد فترة وجيزة. في 24 سبتمبر 1955، أعطت الحكومة الاعتراف القانوني للمؤسسة البهائية الأولى في الجزر، قرية الجمعية الروحية المحلية الباهائية في توارابو في جزيرة أبايانغ. على الرغم من ذلك، تم ترحيل روي فرني في نوفمبر 1955 بدعم من أصحاب الأراضي المحلية. من خلال الرسائل المراسلة، كان كورو وأيلينا مارسيلا يعملان على ترجمة مجموعة من الصلاة الباهائية والكلمات الخفية ومقتطفات من كتابات 'عبدالبهاء حتى وقت لاحق من عام 1956 عندما غادرت مارسيلا. قبل مغادرتها إدارة التعليم قد وافقت على إيلينا واثنين من البهائيين الأصليين كمعلمين في المدرسة الجديدة. استمرت المجتمع البهائي الجديد الذي تشكلت في الأساس في عام واحد في العمل ولفترة من الوقت طلب شوغي إفندي عدم إرسال المزيد من البوابين إلى جزر غيلبر.[2] كورو لم يلتقي بالباهائيين مرة أخرى إلا بعد أربع سنوات، لكنه ظل ثابتًا في معتقداته. في الوقت الذي تمكنت فيه البهائيون في نهاية المطاف من الزيارة له، كان تسعة أشخاص آخرون أعضاء نشطين في الدين في جزيره، (على ما يبدو كان ما يقرب من خمسين قد جذبوا إلى الدين هناك). [2] كان أحدهم وزير بروتستانتي كان تحت عقوبة تأديبية من قبل كنيسته.

#### استمرار النمو المبكر للدين
في عام 1956 تم انتخاب أربع جمعيات (بما في ذلك توارابوا وتيبيرو وكوريا) وخمس مجموعات أصغر من البهائيين. بالإضافة إلى كورو، كان من بين المتحولين الأوائل الآخرين تاوكوريري إريتاي، الذي أصبح بهائيًا في الوقت الذي كان فيه أهل فيرني في أبيناج، وتيميون تاماروا الذي ساعد في نقل الدين إلى جزيرة بيرو. في أوائل عام 1957 سمح شوقي أفندي للمستكشفين بزيارة جزر جيلبرت، وتمكنت فرانسيس هيلر من الولايات المتحدة من الوصول في 8 فبراير 1957. تمكنت من البقاء على الرغم من تدهور صحتها حتى يونيو 1958، بعد أن ساعدت في انتخاب الجمعية الروحية لبيتيو. وكانت الأمريكية مابل أديل شنايدر هي التالية في الوصول، واتفقت هي وهيلر على ضرورة نقل الدين إلى عاصمة الجزر. وهكذا استقرت شنايدر في قرية بيكينيبو في تاراوا في أكتوبر 1958. عاش شنايدر هناك لمدة 15 عامًا، وساعد في نقل مركز الأنشطة البهائية من جزيرة أبايانج النائية نسبيًا إلى العاصمة المدنية في تاراوا، وفي النهاية انتُخب شنايدر لعضوية الجمعية الروحية الوطنية، وكان غالبًا ما يشغل منصب السكرتير أو أمين الصندوق في وقت أو آخر. ساعدت في شراء موقع حضرة القدس الوطنية، أو مقر الجمعية الوطنية. وصل الرائدان جو راسل (في مايو 1959، وأصبح مواطنًا كيريباتي) وتبعهما جون ثورستون قريبًا. وفي الوقت نفسه، لوحظ أن المدرسة التي أسسها آل فيرنيز لا تزال موجودة في عام 1958 على الرغم من غيابهم. بحلول عام 1959، تم بناء مبنى جديد على أرض متبرع بها وبناه البهائيون وحدهم، للمدرسة بينما تم توفير مساكن مؤقتة للزوار والمراكز البهائية. بحلول شهر نوفمبر من عام 1959، تم عقد مدرستين صيفيتين ومؤتمر لمناقشة تقدم الدين في الجزر. تمكن راسل من السفر إلى تابيتويا للانضمام إلى كورو في ديسمبر 1959 وساعدا معًا في إنشاء ثلاث جمعيات بحلول أبريل 1960. بحلول عام 1961 كان هناك ثلاثة عشر مجتمعًا يضم بهائيين.

## النمو في جميع أنحاء البلاد
بمساعدة عدد قليل من الرواد والعديد من المتحولين المحليين، تم تنظيم المجتمع في جنوب المحيط الهادئ في جمعية روحية وطنية إقليمية لجزر جنوب المحيط الهادئ والتي تم انتخابها من عام 1957 إلى عام 1967 بما في ذلك جزر كوك وفيجي وكاليدونيا الجديدة وساموا وجزر أخرى. لم يتمكن المندوبون من جزيرتي جيلبرت وإيليس من حضور انتخابات عام 1959. بحلول عام 1961، وصلت الديانة إلى جزيرة المحيط (التي تسمى الآن جزيرة بانابا) وتمكن أحد المندوبين من جزر جيلبرت من حضور المؤتمر لانتخاب الجمعية الروحية الوطنية الإقليمية لجزر جنوب المحيط الهادئ.

### الحالة في عام 1963
بحلول نهاية عام 1963، كان هناك نطاق واسع من المجتمعات في جميع أنحاء جزر جيلبرت مع 14 جمعية، و19 مجموعة، و7 بهائيين معزولين إضافيين.
| الجمعيات |
| 1. أوبايك 2. بيتيو، تاراوا 3. بيكينيبو، تاراوا 4. بوبوتي 5. بوتا، شمال تابيتويا 6. إيتا، شمال تابيتويا 7. كوريا، أبايانغ                       |
| 8. صنع 9. تاكو، جنوب تابيتويا 10. تيكامان 11. تريكياي، شمال تابيتوا 12. تيواي، جنوب تابيتويا 13. توارابوا، أبايانغ 14. أوتيروا، شمال تابيتويا  |
| المجموعات |
| 1. بايريكي، تاراوا 2. بانجاي، تابيتويا 3. جزيرة بيرو 4. بورو تيام، أبايانج 5. بواريكي، تابيتويا                                                |
| 6. بواريكي، تاراوا 6. إيتا، تاراوا 7. إيريتي، تاراوا 8. كويناوا، أبايانج 9. جزيرة مايانا 10. نواتابو، تاراوا                                   |
| 11. نوتايا، أبايانج 12. جزيرة المحيط 13. تابوروا، أبايانج 14. تانيانج، تابيتويا 15. توما، تابيتويا                                             |
| 16. تاونجياكا، تابيتويا 17. تيبيرو، أبايانج 18. تيكابويبوي، تابيتويا 19. تيكامان، تابيتويا                                                     |
| البهائيون المعزولون |
| 1. جزيرة أبيماما 2. جزيرة بوتاريتاري 3. جزيرة ماراكي 4. جزيرة أونوتوا 5. تانيماياكي، أبايانج 6. تيناتوروا، تابيتويا 7. قرية أوبانتمان، أبايانغ |

أنشأ البهائيون عددًا من المدارس بحلول عام 1963، مدرسة توارابو الابتدائية، جزيرة أبايانغ، والعديد من المدارس في جزيرة تابيتويا، مدارس إيتا ويوتيروا وتاكو وتبابويا الابتدائية.

### تشكيل مجتمع وطني
قام أستاذ جامعة ييل تشارلز فورمان بتحليل الاتجاهات الدينية في جميع أنحاء جزر المحيط الهادئ ويعزو النمو المفاجئ للدين البهائي في جميع أنحاء ميكرونيزيا إلى أنه يرجع جزئيًا إلى قدر معين من الاستجابة من بعض الشباب ذوي الخبرة والتعليم الأوسع بالإضافة إلى بعض سكان القرية الذين استقر البهائيون بينهم في أكتوبر 1966 حضر يد القضية كوليس فيذرستون حفل افتتاح المركز البهائي الرئيسي في الجزر والذي تم افتتاحه بمؤتمر يناقش تقدم الدين في الجزيرة.
وبمساعدة أيادي القضية كوليس فيذرستون ورحمة الله مهاجر، أعادت المجتمعات البهائية في المنطقة تنظيم نفسها لتشكيل الجمعية الروحية الوطنية الإقليمية للبهائيين في جزر جيلبرت وإيليس في عام 1967. في عام 1970، عقد المجلس الوطني ثلاث دورات حول الأساليب التي يستخدمها البهائيون لنمو الدين وبدأ في عقدها في مبنى، وهو المعهد البهائي، المملوك للمجلس. في مايو 1971، انعقد مؤتمر دولي حول تقدم الدين في جميع أنحاء جنوب المحيط الهادئ في سوفا، فيجي، والذي حضره البهائيون من جزيرة جيلبرت. وفي أعقاب هذا المؤتمر، انعقد مؤتمر وطني لجزر جيلبرت في المعهد البهائي. اعتبارًا من عام 1972، أحصت إحصائيات الجمعية الوطنية 2700 عضوًا في جميع أنحاء جزر جيلبرت وإيليس مع 51 جمعية. في فبراير 1973 أنتجت الجمعية الوطنية برنامجين إذاعيين مدة كل منهما خمس دقائق للاحتفال بيوم حقوق الإنسان وتم بثهما على الراديو بلغتين، الجيلبرتية وإيليس. كان البرنامج يدور حول المساواة بين الرجل والمرأة، مع مقتطفات من كتابات عبد البهاء وتقرير عن تقدم المرأة في الجزر. في أبريل 1973 اجتمع ثلاثة وعشرون مندوبًا من تسع جزر في المعهد الوطني للتعليم وفي قاعة البهائيين، وهي قاعة اجتماعات محلية بدون جوانب وسقف مرتفع من القش، لحضور المؤتمر الوطني. يشكل المعهد ومانيبا معًا جزءًا من المقر الوطني باو بينوكس. وفي يوم الأمم المتحدة، وزعت الجمعية الوطنية مواد أساسية حول الاحتفال على المدير الوطني للمعلومات، ومدرسة الملك جورج الرابع الداخلية، وكلية المعلمين في الجزيرة، ووزارة التعليم. في عام 1976، قام كوليس فيذرستون، صاحب مبادرة "يد القضية"، برحلة عودة إلى جزر المنطقة. وفي أثناء وجوده في كيريباتي، ألقى كلمة في حفل استقبال أقيم على شرفه وحضره الحاكم ونائب الحاكم ووزراء الحكومة والأمناء. نسخة من كتاب العالم البهائي، المجلد. XIV، تم تقديمه إلى المحافظ لمكتبة مجلس النواب وتم بث مقابلة إذاعية مدتها 20 دقيقة مع السيد والسيدة فيذرستون عبر راديو تاراوا. في عام 1978 تولى البهائيون أدوارًا مختلفة فيما يتعلق بالقضايا المجتمعية. أول من شارك في العديد من الفعاليات في جميع أنحاء الجزر وساعد في تنظيم المناسبات لإحياء ذكرى الجنود اليابانيين الذين لقوا حتفهم في الجزر في الحرب العالمية الثانية. ثانياً، ساعدوا أثناء تفشي وباء الكوليرا في سبتمبر/أيلول، حيث نقل البهائيون الرسائل باستخدام معدات الراديو على متن قارب كاتاماران إيرينا-روي المملوك للبهائيين والذي نقل المرضى أيضًا إلى المستشفى، كما خدم أحد البهائيين كسكرتير للجنة الاستجابة الحكومية التي تم إنشاؤها لإدارة الوباء. كانت سفينة إيرينا رو تقوم برحلتها الأخيرة قبل أن يغادر مالكها الجزر ويصادف فتاة في المحيط عادت إلى جزيرتها الأصلية حية على الرغم من المخاوف من وفاتها. بحلول عام 1979، أعلنت الجمعية الوطنية أن هناك 80 جمعية محلية، 16 منها مسجلة رسميًا لدى الحكومة و13 منها لديها مراكزها الخاصة.
مع حصول جزر إليس على استقلالها مع تشكيل جزر توفالو وجيلبرت وغيرها من الجزر لكيريباتي، تحولت مجتمعات البهائيين أيضًا إلى مؤسسات منفصلة للجمعيات الروحية الوطنية في عام 1981.

### تعدد اهتمامات وأنشطة المجتمع
وبعد نمو المؤسسات، أصبح التأثير الاجتماعي للبهائيين أكثر شهرة ابتداءً من ثمانينيات القرن العشرين. أصبح معروفًا أن البهائيين في كيريباتي يستخدمون مباني مانيبا التقليدية للاجتماع فيها. بفضل بيتر كينج، أحد رواد البهائية في نيوزيلندا في تاراوا، تم إنشاء مركز في جزيرة الكريسماس في عام 1981. بحلول عام 1982 كان هناك 50 جمعية محلية في جميع أنحاء كيريباتي. وُلِد هنري بريشفيلد في كيريباتي ولكنه انتقل إلى جزر سليمان حيث التقى بعائلة جارسيا، واعتنق المسيحية، ثم انتقل إلى جزر ميكرونيزيا، بما في ذلك العودة إلى كيريباتي، وكان معروفًا بإصلاح سلوكه بين عائلته في كيريباتي وأصدقائه. توفي في عام 1982 في جزر سليمان. في عام 1984، قدمت مجلة Art New Zealand نبذة عن روبن وايت باعتباره فنانًا كيريباتيًا انتقل من مدينة دنيدن الحضرية في نيوزيلندا إلى الحياة في الجزيرة الاستوائية. في عام 1985، عقد البهائيون مؤتمرهم الوطني الأول للشباب في بيكينيبو. بحلول عام 1986، كان هناك بهائي في جزيرة كريسماس في المحيط الهادئ، والتي كانت أقرب إلى هونولولو منها إلى العاصمة تاراوا، على بعد 2000 ميل إلى الغرب.

## المجتمع الحديث

### التركيز على المجتمع
منذ نشأتها، كان للدين دور في التنمية الاجتماعية والاقتصادية بدءًا من منح المزيد من الحرية للنساء، وترويج تعليم الإناث باعتباره أولوية، وقد تم التعبير عن هذه المشاركة عمليًا من خلال إنشاء المدارس والتعاونيات الزراعية والعيادات. ودخل الدين مرحلة جديدة من النشاط عندما صدرت رسالة بيت العدل الأعظم بتاريخ 20 أكتوبر 1983. وحث البهائيين على البحث عن طرق متوافقة مع التعاليم البهائية، والتي يمكنهم من خلالها المشاركة في التنمية الاجتماعية والاقتصادية للمجتمعات التي يعيشون فيها. في عام 1979، كان هناك 129 مشروعًا بهائيًا للتنمية الاجتماعية والاقتصادية معترفًا بها رسميًا في جميع أنحاء العالم. وبحلول عام 1987، ارتفع عدد مشاريع التنمية المعترف بها رسميا إلى 1482 مشروعا. انخرط البهائيون في كيريباتي في مجموعة واسعة من مشاريع التنمية الاجتماعية والاقتصادية. معهد أوتان ماراوا البهائي المهني، وهو مدرسة ثانوية، هو مؤسسة تدريب المعلمين الوحيدة لمعلمي ما قبل المدرسة في كيريباتي. وهي مفتوحة للجميع، بغض النظر عن الدين، وتتلقى المساعدة من الجمعيات الروحية الوطنية للبهائيين في أستراليا ونيوزيلندا. توجد خمس مدارس ما قبل المدرسة تديرها الجمعيات الروحية البهائية المحلية في تاراوا والجزر الخارجية. وهم يقبلون التلاميذ من كافة الانتماءات الدينية. بعد حضور حفل استقبال في المؤتمر الوطني والإشارة إلى أهمية الوحدة الدينية والحرية في كيريباتي، أشار الرئيس آنذاك، إيرميا تاباي، ووزراء الحكومة إلى المساهمات المقدمة للمجتمع الكيريباتي في خطاباتهم عندما حضروا مؤتمر السلام عام 1986 والذي حضره أكثر من 1000 بهائي. تمت مناقشة نجاحات المدارس في كيريباتي في الذكرى المئوية للدين البهائي في هاواي في ورش عمل منفصلة في عام 2001 والتي تضمنت مشاركين من العديد من البلدان. وقد أيدت حكومة كيريباتي تصويت الجمعية العامة للأمم المتحدة على "حالة حقوق الإنسان في جمهورية إيران الإسلامية" (مشروع القرار A/56/583/Add.3) في 19 ديسمبر/كانون الأول 2001.

### التطورات الداخلية
ومن بين التطورات الداخلية للمجتمع ما يلي: في عام 1990 انتخب المؤتمر الوطني امرأتين من السكان الأصليين، مورين ناكيكيا وماراو تيم، لعضوية الجمعية الوطنية. في احتفالات الذكرى الخمسين للدين البهائي في كيريباتي عام 2004، حضر كبار الشخصيات الرئيس أنوتي تونغ والسيدة تونغ، والسيد مايكل فوداكوفسكي، ممثل الجمعية الروحية الوطنية للبهائيين في نيوزيلندا والذي عاش لمدة 17 عامًا في كيريباتي مع زوجته، روبن وايت، وهي الآن عضو في مجلس المستشارين القاري في أستراليا، وعائلتهما. مثّل السيد دومينيك تابواكا الجمعية الروحية الوطنية للبهائيين في جزر مارشال، ووصلت رسائل التهنئة من البهائيين في أستراليا وكندا وهاواي وجزر سليمان وأوكرانيا والولايات المتحدة وجزر كارولاين الغربية.

### التركيبة السكانية
لطالما كان هناك تناقض بين أرقام التعداد السكاني وتأكيدات المجتمع البهائي بشأن عدد سكانه في كيريباتي. تتراوح أرقام التعداد السكاني باستمرار بين 2 و3%، في حين يزعم البهائيون أن أعدادهم تزيد عن 17% منذ عام 1987. يزعم البهائيون الآن أن أكثر من 10000 شخص محلي قد انضموا إلى الديانة على مدى السنوات الخمسين الماضية وهناك 38 جمعية روحية محلية.

## روابط خارجية
- الجماعة البهائية الوطنية في كيريباتي